# Érione à robe noire
Eriocnemis nigrivestis
Espèce
Statut de conservation UICN

 EN B1ab(i,ii,iii,v) : En danger
Statut CITES
L'Érione à robe noire, Eriocnemis nigrivestis, est une espèce de colibris de la sous-famille des Lesbiinae et de la tribu des Heliantheini, endémique de l’Équateur.

## Répartition et migration
| \| Réserve écologique Yanacocha, domaine de l'Érione à robe noire. Localisation. · Réserve Yanacocha \| Réserve écologique Yanacocha, domaine de l'Érione à robe noire. Localisation. |
| Réserve écologique Yanacocha, domaine de l'Érione à robe noire. Localisation. · Réserve Yanacocha                                                                                     |

L'Érione à robe noire se rencontre uniquement dans les provinces de Pichincha et d’Imbabura.
C’est principalement au nord-ouest du  volcan Guagua Pichincha, dans la réserve écologique de Yanacocha, à une vingtaine de kilomètres à l’ouest de Quito, qu’on peut l’observer. Cette réserve forestière de 1 080 ha, située entre 2 800 et 4 000 m d’altitude, fut créée spécialement pour la sauvegarde de cette espèce et est gérée par  la Fondation Jocotoco. Au voisinage de cette réserve, la hacienda de Verdecocha fournit encore une superficie de 1 200 ha supplémentaires de réserve privée.
D’autres études et rapports signalent aussi sa présence dans le secteur du volcan Atacazo, juste au sud du Guagua Pichincha mais aussi dans la réserve écologique Cotacachi Cayapas (es), précisément dans la cordillère de Toisán, à la limite entre les provinces d’Imbabura et d’Esmeraldas.
On ne peut pas parler de migration proprement dite sinon d’un déplacement saisonnier d’altitude, en raison de la localisation et de la période de floraison des plantes qu’elle affectionne.
Pour la proximité de son habitat avec Quito, l’Eriocnemis nigrivestis, appelé localement «Zamarrito Pechinegro», est devenu l'oiseau emblématique de la capitale équatorienne en juin 2005, sous l’impulsion de l’ornithologue local, Juan Manuel Carrión.

## Description
Comme tous les colibris du même genre, l'Érione à robe noire (traduction du qualificatif scientifique latin «nigrivestis» et allusion à la couleur sombre des mâles de l'espèce) se distingue par une queue légèrement fourchue, relativement courte et les pattes couvertes d’un volumineux duvet blanc. Elle mesure entre 8 et 9 cm et présente un certain dimorphisme sexuel.
Le mâle est majoritairement noir avec des nuances de vert sur le dos, une tache bleu violet iridescente caractéristique sur la gorge, la poitrine noire veloutée, le ventre marbré de vert et blanc, le crissum bleu pourpré brillant.
La femelle est vert foncé sur le dessus, le cou vert cuivré avec une discrète tache bleu turquoise sur la gorge, sans noir sur la poitrine. Les jeunes ont en particulier la base du bec de couleur rouge orangé, à la différence du bec entièrement noir des adultes.

## Habitat
Cette espèce vit dans les forêts de nuages andines et les zones de broussailles attenantes.  Elle se rencontre principalement entre 2 850 et 3 300 m d’altitude.

## Alimentation
En 2017 un programme d’investigation concernant l’interaction entre les plantes et les colibris a été mené par l’organisation « Aves y Conservación », financée par l’Institut Fédéral Suisse d’Investigación (WSL), pour connaître les habitudes alimentaires del l’Érione à robe noire. Il en ressort que les préférences de ce colibri se portent sur les Bromelia et les Éricacées parmi une trentaine d’espèces de plantes faisant partie de son alimentation.

## Reproduction
Les rares éléments d’observation rapportés permettent d’avancer que la période de reproduction de l’Érione à robe noire se situe durant la saison des pluies, entre novembre et mars.

## Statut et protection
Disposant d’un habitat de plus en plus fragmenté, l’Érione  à robe noire est en train de disparaître rapidement à cause des activités humaines comme la déforestation pour la production de charbon de bois et l’agrandissement des zones de pâturage, en raison aussi du réchauffement climatique auquel ce colibri n’est pas habitué. C’est pourquoi l’espèce se trouve en 2020 dans la liste rouge de l’UICN en tant qu’espèce en danger critique (CR) de disparition.
Parmi les efforts de protection figurent des programmes de replantation dans le milieu naturel de plantes dont les fleurs sont appréciées par cette espèce.